# 솔로지옥 시즌3
《솔로지옥 시즌3》은 넷플릭스에서 2023년 12월 12일부터 2024년 1월 9일까지 방영된 리얼리티 예능 프로그램이다.

## 프로그램 소개
커플이 되어야만 나갈 수 있는 외딴 섬, ‘지옥도’에서 펼쳐질 솔로들의 솔직하고 화끈한 데이팅 리얼리티 쇼

## 출연

### 패널
- 이다희
- 규현
- 홍진경
- 한해
- 덱스

### 참가자 (남성)
- 박민규 - 34세 / 해양경찰청 중앙해양특수구조단 서해해양특수구조대원 인스타그램 아이콘유튜브 아이콘
- 이관희 - 36세 / 창원 LG 세이커스 소속 프로 농구 선수 인스타그램 아이콘유튜브 아이콘
- 이진석 - 31세 / 대구 까사넬로 베이커리 카페 대표, KPLUS 전속 모델 인스타그램 아이콘
- 최민우 - 24세 / 모델 인스타그램 아이콘
- 손원익 - 31세 / 공인중개사 인스타그램 아이콘유튜브 아이콘
- 윤하빈 - 31세 / 배우 인스타그램 아이콘

### 참가자 (여성)
- 김규리 - 28세 / 2022 미스코리아 경남 미, 프리랜서 모델 인스타그램 아이콘
- 안민영 - 26세 / 2023 미스코리아 부산 진, 필라테스 강사 인스타그램 아이콘유튜브 아이콘
- 유시은 - 27세 / 2022 미스코리아 선, 프리랜서 모델 인스타그램 아이콘유튜브 아이콘
- 윤하정 - 26세 / 2021 전국춘향선발대회 숙, 회사원 인스타그램 아이콘
- 최혜선 - 26세 / 이화여자대학교 생명과학과 인스타그램 아이콘
- 조민지 - 26세 / 2021 미스코리아 미, 이화여자대학교 경제학과 인스타그램 아이콘